# Cratere Irina
Irina  è un cratere sulla superficie di Venere.